# Мангтыяха
Мангтыяха  (также Мангте-Яха) — река в России, протекает по Ямало-Ненецкому АО. Длина реки составляет 163 км. Площадь водосборного бассейна — 1120 км². 
Река вытекает из небольшого безымянного озера в северной части Гыданского полуострова на высоте более 40 м над уровнем моря. Преимущественно течёт на север и северо-восток, перед устьям поворачивает на восток. В среднем и нижнем течении берега обрывистые. Активно меандрирует. В долине реки множество некрупных озёр. Впадает с запада тремя рукавами в Гыданскую губу в 37 км к югу от устья реки Монгаталангъяха. Устье заболочено. Перед устьем ширина реки достигает 210 м, а глубина — 2 м. Скорость течения в низовьях — 0,1 м/с.
Основной приток — река Нёляко-Мангтыяха длиной 59 км (левый).

## Данные водного реестра
По данным государственного водного реестра России относится к Нижнеобскому бассейновому округу, водохозяйственный участок — реки бассейна Карского моря от северо-восточной границы бассейна реки Таз до границы бассейна Енисейского залива, речной подбассейн реки — подбассейн отсутствует. Речной бассейн реки — Таз.
Код объекта в государственном водном реестре — 15050000212115300076579.